# Eduard Nels
Eduard Ignaz Nels (* 2. März 1833 in Bitburg; † 15. Oktober 1906 in Prüm) war Lederfabrikant und Mitglied des Deutschen Reichstags.

## Leben
Nels war der Sohn des Bitburger Notars Josef Anton Nels (getauft 18. Dezember 1783 in Rittersdorf; † 11. April 1867 ebenda) und dessen Ehefrau Anna Josefina Henrietta geborene Heinzen (* 5. April 1889 in Blankenhain; † 12. April 1872 in Prüm). Er war katholisch und heiratete am 29. September 1858 in Prüm Maria Eve Alff (* 13. November 1833 in Prüm; † 4. Mai 1897 ebenda).
Nels war Lederfabrikant in Prüm. Von etwa 1873 bis zu seinem Tod 1906 war er Stadtverordneter sowie Kreis-Deputierter des Kreises Prüm. Er war von 1879 bis zu seinem Tod Mitglied des Rheinischen Provinzial-Landtages für den Stand der Städte und die Städte Merzig, Prüm, Bitburg, Wittlich, Bernkastel, Saarburg, Neuerburg. Von Dezember 1885 bis 1888 war er Mitglied des Provinzialverwaltungsrates und ab 1888 des Provinzial-Ausschusses. Von 1870 bis 1873 und von 1880 bis 1893 war er Mitglied des Preußischen Abgeordnetenhauses, in dem er den Wahlkreis Regierungsbezirk Koblenz 1 (Daun – Prüm – Bitburg) vertrat.
Zwischen Mai 1891 und 1893 war er Mitglied des Deutschen Reichstags für den Wahlkreis Regierungsbezirk Trier 1 Daun, Bitburg, Prüm und die Deutsche Zentrumspartei. In Prüm gibt es eine Eduard-Nels-Straße.
Er wurde 1879 mit dem Kronenorden 4. Klasse und 1893 mit dem Roter Adlerorden 4. Klasse ausgezeichnet.